# The Mad Doctor of Market Street
Pour plus de détails, voir Fiche technique et Distribution.
The Mad Doctor of Market Street est un film américain réalisé par Joseph H. Lewis, sorti en 1942.

## Fiche technique
- Titre : The Mad Doctor of Market Street
- Réalisation : Joseph H. Lewis
- Scénario : Al Martin
- Photographie : Jerome Ash
- Société de production : Universal Pictures
- Pays de production : États-Unis
- Format : Noir et blanc - 1,37:1 - Mono
- Genre : horreur
- Durée : 61 minutes
- Date de sortie :
  - États-Unis : 27 février 1942

## Distribution
- Lionel Atwill : Graham / Dr. Ralph Benson
- Una Merkel : Margaret Wentworth
- Claire Dodd : Patricia Wentworth
- Nat Pendleton : Red Hogan
- Anne Nagel : Mrs. William Saunders
- Hardie Albright : William Saunders
- Richard Davies : Jim
- Noble Johnson : Native Chef Elan
- Rosina Galli : Tanao